# بولي دياز
بولي دياز (بالإسبانية: Poli Díaz)‏ مواليد 21 نوفمبر 1967 في مدريد، إسبانيا، هو ملاكم محترف إسباني معتزل كان يصنف ضمن فئة الوزن الخفيف.

## إحصائيات
خاض خلال مسيرته 47 نزالا، فاز في 44 ولم يتعادل وخسر في 3. فاز بالضربة القاضية في 28 نزالا.

## روابط خارجية
- بولي دياز على موقع بوكس ريك (الإنجليزية) (registration required)